# Griptape

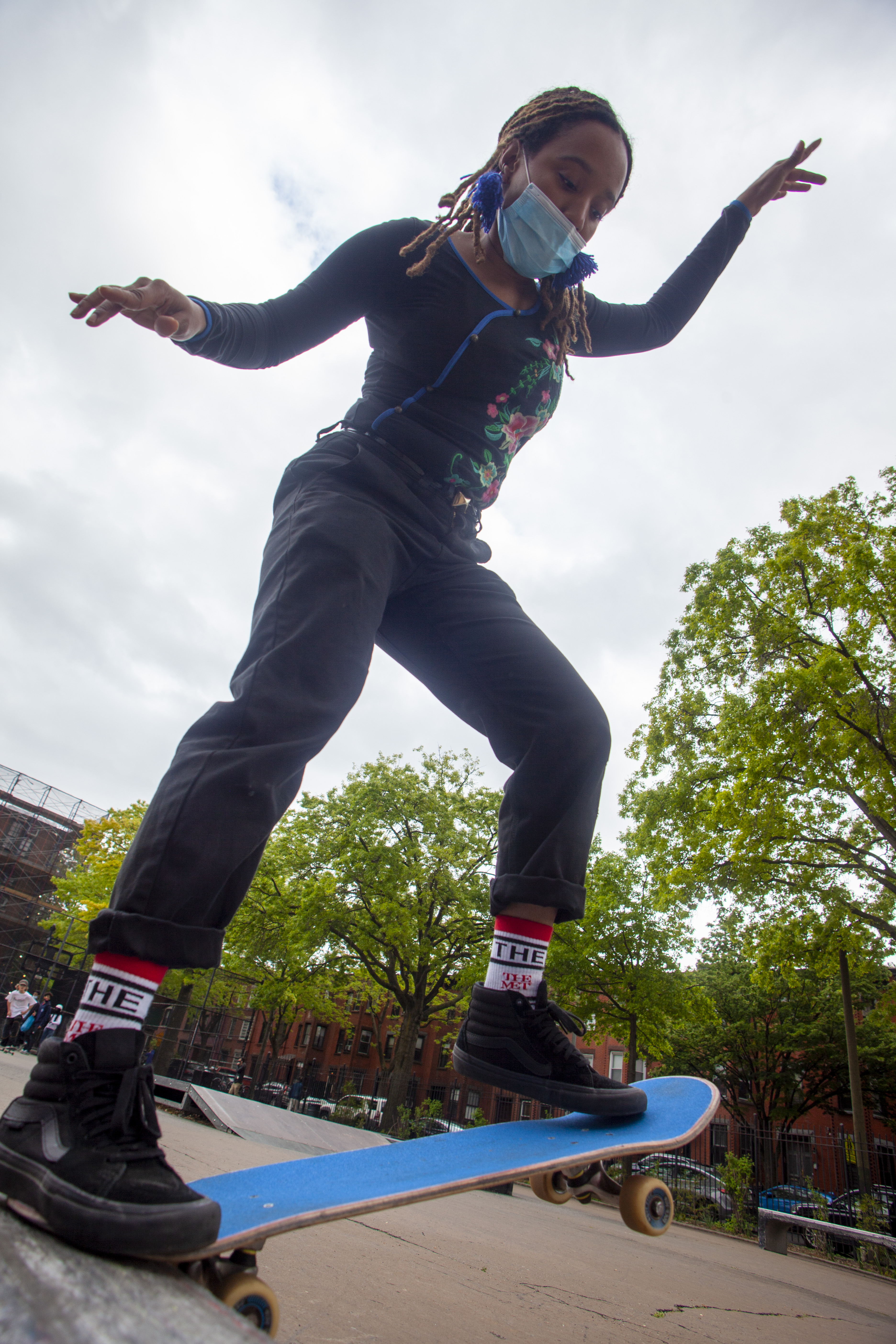
Kava Vasquez met een skateboard voorzien van blauw griptape

Griptape is een strook schuurpapier met een zelfklevende onderkant, die op de toplaag van een skateboard wordt geplakt. De griptape heeft als functie de grip op het board te verbeteren. Veel skateboarders geven met behulp van de griptape aan wat de voor- en achterkant is van hun skateboard. Dit doen zij door een strook uit de griptape te snijden of op de griptape een tekening te maken.
Griptape kan gemakkelijk verwijderd worden door de griptape te verwarmen, met bv. een haardroger.
Hierdoor wordt de lijm onder de griptape warm en smelt deze, hierna kan de griptape verwijderd worden door aan de griptape te trekken.
Als griptape wordt aangebracht op het hout, moet erop gelet worden dat het heel geleidelijk gebeurt en in één richting. Dus niet van boven erop gooien en drukken, maar aan één uiteinde een klein stukje vastplakken en dan zo geleidelijk aan vastdrukken. Dit is om luchtbellen onder de griptape te voorkomen. Als dit niet gebeurt, komen er luchtenbellen en zal de griptape gemakkelijk weer loslaten.
een andere methode is in het midden beginnen en dan naar buiten verder werken.
Ook belangrijk is dat bij zeer koud weer men eerst even moet wachten voor men met het board kan skaten,
de lijm kan dan namelijk moeilijk blijven plakken aan het skateboard.